# Carabodes cerebrum
Carabodes cerebrum är en kvalsterart som beskrevs av K. Fujikawa 1993. Carabodes cerebrum ingår i släktet Carabodes och familjen Carabodidae. Inga underarter finns listade.